# Rapidez (relatividade)

Rapidez é o valor de artanh(v / c) para velocidade v e velocidade de luz c

Na relatividade especial, o conceito clássico de velocidade é convertido em rapidez para acomodar o limite determinado pela velocidade da luz. As velocidades devem ser combinadas pela fórmula de adição de velocidade [en] de Einstein. Para baixas velocidades, rapidez e velocidade são quase exatamente proporcionais, mas, para velocidades mais altas, a rapidez assume um valor maior, sendo a rapidez da luz infinita.
Matematicamente, a rapidez pode ser definida como o ângulo hiperbólico que diferencia dois quadros de referência (referenciais) em movimento relativo, sendo cada quadro (referencial) associado com coordenadas de distância e tempo.
Usando a função hiperbólica inversa artanh, a rapidez w correspondente à velocidade v é w = artanh(v / c) onde c é a velocidade da luz. Para baixas velocidades, w é aproximadamente v / c. Como na relatividade qualquer velocidade v é restrita ao intervalo −c < v < c, a razão v / c satisfaz −1 < v / c < 1. A tangente hiperbólica inversa tem o intervalo unitário (−1, 1) para seu domínio e toda a linha real [en] para sua imagem [en]; isto é, o intervalo −c < v < c mapeia para −∞ < w < ∞.

## História
Em 1908, Hermann Minkowski explicou como a transformação de Lorentz poderia ser vista simplesmente como uma rotação hiperbólica [en] das coordenadas do espaço-tempo, ou seja, uma rotação através de um ângulo imaginário. Este ângulo, portanto, representa (em uma dimensão espacial) uma simples medida aditiva da velocidade entre os quadros. O parâmetro de rapidez, que substitui a velocidade, foi introduzido (em 1910) por Vladimir Varićak e por E. T. Whittaker. O parâmetro foi denominado rapidez por Alfred Robb (1911) e este termo foi adotado por muitos autores posteriores, como Ludwik Silberstein (em 1914), Frank Morley (em 1936) e Wolfgang Rindler (em 2001).

### Área de um setor hiperbólico
A quadratura [en] da hipérbole xy = 1 de Grégoire de Saint-Vincent estabeleceu o logaritmo natural como a área de um setor hiperbólico, ou uma área equivalente contra uma assíntota. Na teoria do espaço-tempo, a conexão de eventos pela luz divide o universo em passado, futuro ou outro lugar com base no aqui e agora. Em qualquer linha do espaço, um feixe de luz pode ser direcionado para a esquerda ou para a direita. Tome o eixo x como os eventos passados pelo feixe direito e o eixo y como os eventos do feixe esquerdo. Então um quadro (referencial) em repouso tem tempo ao longo da diagonal x = y. A hipérbole retangular xy = 1 pode ser usada para medir velocidades (no primeiro quadrante). A velocidade zero corresponde a (1, 1). Qualquer ponto na hipérbole tem coordenadas de cone de luz [en] {\displaystyle (e^{w},\ e^{-w})} onde w é a rapidez e é igual à área do setor hiperbólico de (1, 1) para essas coordenadas. Muitos autores referem-se, em vez disso, à hipérbole unitária [en] {\displaystyle x^{2}-y^{2}}, usando a rapidez como parâmetro, como no diagrama de espaço-tempo [en] padrão. Lá, os eixos são medidos por relógio e medidor, referências mais familiares e a base da teoria do espaço-tempo. Portanto, o delineamento da rapidez como parâmetro hiperbólico do espaço-feixe é uma referência à origem do século XVII de nossas preciosas funções transcendentes e um suplemento à diagramação do espaço-tempo.

## Impulso de Lorentz
A rapidez w surge na representação linear de um impulso de Lorentz [en] como um produto vetor-matriz:
{\displaystyle {\begin{pmatrix}ct'\\x'\end{pmatrix}}={\begin{pmatrix}\cosh w&-\sinh w\\-\sinh w&\cosh w\end{pmatrix}}{\begin{pmatrix}ct\\x\end{pmatrix}}=\mathbf {\Lambda } (w){\begin{pmatrix}ct\\x\end{pmatrix}}}
A matriz Λ(w) é do tipo {\displaystyle {\begin{pmatrix}p&q\\q&p\end{pmatrix}}} com p e q satisfazendo p2 – q2 = 1, de modo que (p, q) está na hipérbole unitária [en]. Tais matrizes formam o grupo ortogonal indefinido O(1,1) [en] com álgebra de Lie unidimensional expandida pela matriz de unidade anti-diagonal, mostrando que a rapidez é a coordenada nesta álgebra de Lie. Esta ação pode ser representada em um diagrama de espaço-tempo [en]. Na notação exponencial de matriz, Λ(w) pode ser expresso como {\displaystyle \mathbf {\Lambda } (w)=e^{\mathbf {Z} w}}, onde Z é o negativo da matriz da unidade anti-diagonal:
{\displaystyle \mathbf {Z} ={\begin{pmatrix}0&-1\\-1&0\end{pmatrix}}}
Uma propriedade chave da matriz exponencial é {\displaystyle e^{\mathbf {X} (s+t)}=e^{\mathbf {X} s}e^{\mathbf {X} t}} da qual segue imediatamente que:
{\displaystyle \mathbf {\Lambda } (w_{1}+w_{2})=\mathbf {\Lambda } (w_{1})\mathbf {\Lambda } (w_{2}).}
Isso estabelece a propriedade aditiva útil da rapidez: se A, B e C são quadros de referência (referenciais), então:
{\displaystyle w_{\text{AC}}=w_{\text{AB}}+w_{\text{BC}}}
onde wPQ denota a rapidez de um quadro de referência (referencial) Q em relação a um quadro de referência (referencial) P. A simplicidade desta fórmula contrasta com a complexidade da correspondente fórmula de adição de velocidade [en].
Como podemos ver na transformação de Lorentz acima, o fator de Lorentz se identifica com cosh w:
{\displaystyle \gamma ={\frac {1}{\sqrt {1-v^{2}/c^{2}}}}\equiv \cosh w}
então a rapidez w é implicitamente usada como um ângulo hiperbólico nas expressões de transformação de Lorentz usando γ e {{Mvar|β}]. Relacionamos rapidezes com a fórmula de adição de velocidade [en]:
{\displaystyle u={\frac {u_{1}+u_{2}}{1+{\frac {u_{1}u_{2}}{c^{2}}}}}}
ao reconhecer
{\displaystyle \beta _{i}={\frac {u_{i}}{c}}=\tanh {w_{i}}}
e assim:
{\displaystyle \tanh w={\frac {\tanh w_{1}+\tanh w_{2}}{1+\tanh w_{1}\tanh w_{2}}}=\tanh(w_{1}+w_{2})}
A aceleração própria [en] (a aceleração "sentida" pelo objeto que está sendo acelerado) é a taxa de variação da rapidez em relação ao tempo próprio (tempo medido pelo próprio objeto em aceleração). Portanto, a rapidez de um objeto em um determinado quadro de referência (referencial) pode ser vista simplesmente como a velocidade desse objeto, como seria calculada de forma não relativística por um sistema de orientação inercial a bordo do próprio objeto se ele acelerasse do repouso naquele quadro de referência (referencial) até sua velocidade dada.
O produto de β e γ aparece com frequência e é dos argumentos acima:
{\displaystyle \beta \gamma =\tanh w\cosh w=\sinh w}

### Relações exponenciais e logarítmicas
Das expressões acima temos:
{\displaystyle e^{w}=\gamma (1+\beta )=\gamma \left(1+{\frac {v}{c}}\right)={\sqrt {\frac {1+{\tfrac {v}{c}}}{1-{\tfrac {v}{c}}}}}}
e assim:
{\displaystyle e^{-w}=\gamma (1-\beta )=\gamma \left(1-{\frac {v}{c}}\right)={\sqrt {\frac {1-{\tfrac {v}{c}}}{1+{\tfrac {v}{c}}}}}}
ou explicitamente:
{\displaystyle w=\ln \left[\gamma (1+\beta )\right]=-\ln \left[\gamma (1-\beta )\right]}
O fator de desvio de Doppler associado à rapidez w é {\displaystyle k=e^{w}}.

## Em física de partículas experimental
A energia E e o momento escalar |p| de uma partícula de massa diferente de zero (repouso) m são dadas por:
{\displaystyle {\begin{aligned}E&=\gamma mc^{2}\\\left|\mathbf {p} \right|&=\gamma mv\end{aligned}}}
Com a definição de w:
{\displaystyle w=\operatorname {artanh} {\frac {v}{c}}}:
e assim com:
{\displaystyle \cosh w=\cosh \left(\operatorname {artanh} {\frac {v}{c}}\right)={\frac {1}{\sqrt {1-{\frac {v^{2}}{c^{2}}}}}}=\gamma }
{\displaystyle \sinh w=\sinh \left(\operatorname {artanh} {\frac {v}{c}}\right)={\frac {\frac {v}{c}}{\sqrt {1-{\frac {v^{2}}{c^{2}}}}}}=\beta \gamma }
a energia e o momento escalar podem ser escritos como:
{\displaystyle {\begin{aligned}E&=mc^{2}\cosh w\\\left|\mathbf {p} \right|&=mc\,\sinh w\end{aligned}}}
Assim, a rapidez pode ser calculada a partir da energia e do momento medidos por:
{\displaystyle w=\operatorname {artanh} {\frac {|\mathbf {p} |c}{E}}={\frac {1}{2}}\ln {\frac {E+|\mathbf {p} |c}{E-|\mathbf {p} |c}}=\ln {\frac {E+|\mathbf {p} |c}{mc^{2}}}}
No entanto, os físicos de partículas experimentais costumam usar uma definição modificada de rapidez em relação a um eixo de feixe:
{\displaystyle y={\frac {1}{2}}\ln {\frac {E+p_{z}c}{E-p_{z}c}}}
onde pz é o componente do momento ao longo do eixo do feixe. Esta é a rapidez do impulso ao longo do eixo do feixe que leva um observador do quadro do laboratório para um quadro no qual a partícula se move apenas perpendicularmente ao feixe. Relacionado a isso está o conceito de pseudorapidez [en].
A rapidez relativa a um eixo de feixe também pode ser expressa como:
{\displaystyle y=\ln {\frac {E+p_{z}c}{\sqrt {m^{2}c^{4}+p_{T}^{2}c^{2}}}}}